# Етничке студије
Етничке студије или етникологија (од грч. έθνίκή — етнички и грч. λόγος — наука) представљају посебну интердисциплинарну област научног истраживања са тежиштем на проучавању етницитета, односно етничке припадности и етничких заједница. Као посебна академска дисциплина, етничке студије се баве проучавањем етничности и етничких односа из угла различитих наука, почевши од историје и политикологије, преко етнологије и антропологије, до социологије, етнолингвистике и етномузикологије.
Етничке студије се спроводе у оквиру посебних академских програма на факултетима, институтима и другим образовним и научним установама, а у појединим срединама постоје и посебни етниколошки центри, као и институти за етничке студије. Такође постоје и стручна удружења која окупљају истраживаче у области етничких студија.